# IEEE 802.3
IEEE 802.3 är standarden för LAN från IEEE som reglerar det som normalt kallas ethernet.

## Standarder i IEEE 802.3-familjen
| Ethernet Standard      | År           | Beskrivning |
| ---------------------- | ------------ | --- |
| Experimentell Ethernet | 1972         | 2.94 Mbit/s (367 kB/s) över en buss av koaxialkabel (koax). |
| Ethernet II (DIX v2.0) | 1982         | 10 Mbit/s (1.25 MB/s) över en buss av tunn koaxialkabel (thinnet) - Ramar har ett Type-fält. Det här ram-formatet används i alla typer av ethernet-nät av protokollen i IP-protokollsviten.    |
| IEEE 802.3             | 1983         | 10BASE5 10 Mbit/s (1.25MB/s) över en buss av tjock koaxialkabel - samma som DIX förutom Type-fältet som ersatts av ett Length-fält och ett 802.2-LLC-huvud som följer på 802.3-huvudet.        |
| 802.3a                 | 1985         | 10BASE2 10 Mbit/s (1.25 MB/s) över en buss av tunn koaxialkabel (thinnet eller cheapernet). |
| 802.3b                 | 1985         | 10BROAD36 |
| 802.3c                 | 1985         | 10 Mbit/s (1.25 MB/s) repeater specifikationer |
| 802.3d                 | 1987         | FOIRL (Fiber-Optic Inter-Repeater Link) |
| 802.3e                 | 1987         | 1BASE5 eller StarLAN |
| 802.3i                 | 1990         | 10BASE-T 10 Mbit/s (1.25 MB/s) över partvinnad kabel. |
| 802.3j                 | 1993         | 10BASE-F 10 Mbit/s (1.25 MB/s) över optisk fiber. |
| 802.3u                 | 1995         | 100BASE-TX, 100BASE-T4, 100BASE-FX Fast Ethernet på 100 Mbit/s (12.5 MB/s) med autonegotiation.                                                                                                |
| 802.3x                 | 1997         | Full duplex och flödeskontroll; Integrering av DIX. |
| 802.3y                 | 1998         | 100BASE-T2 100 Mbit/s (12.5 MB/s) över partvinnad kabel. |
| 802.3z                 | 1998         | 1000BASE-X Gbit/s Ethernet över optisk fiber med 1 Gbit/s (125 MB/s). |
| 802.3-1998             | 1998         | En uppdatering och revision av grundstandarden. |
| 802.3ab                | 1999         | 1000BASE-T Gbit/s Ethernet över partvinnad kabel med 1 Gbit/s (125 MB/s) |
| 802.3ac                | 1998         | Maximal ramstorlek utökad till 1522 byte (för att möjliggöra "Q-tag"). Q-taggen innehåller information om VLAN över trunkar (se IEEE 802.1Q) och information om prioritering enl. IEEE 802.1p. |
| 802.3ad                | 2000         | Link aggregation |
| 802.3-2002             | 2002         | Revision av grundstandarden som nu inkluderar ab, ac och ad. |
| 802.3ae                | 2003         | 10 Gbit/s (1,250 GB/s) över optisk fiber; 10GBASE-SR, 10GBASE-LR, 10GBASE-ER, 10GBASE-SW, 10GBASE-LW, 10GBASE-EW                                                                               |
| 802.3af                | 2003         | Power over Ethernet - strömförsörjning på de oanvända paren i en partvinnad kabel. |
| 802.3ah                | 2004         | Ethernet in the First Mile - ethernet över accessnätet för telefoni, jmf. xDSL. |
| 802.3ak                | 2004         | 10GBASE-CX4 10 Gbit/s (1,250 GB/s) Ethernet över twin-axial kabel |
| 802.3-2005             | 2005         | Ännu en revision av grundstandarden, nu med ae, af, ah och ak. |
| 802.3an                | 2006         | 10GBASE-T 10 Gbit/s (1,250 GB/s) över oskärmad partvinnad kabel. |
| 802.3ap                | exp. 2007    | Backplane Ethernet (1 resp. 10 Gbit/s (0,125 resp. 1,250 GB/s) över ledningsbanor på kretskort.                                                                                                |
| 802.3aq                | 2006         | 10GBASE-LRM 10 Gbit/s (1,250 GB/s) Ethernet över multimode optisk fiber. |
| 802.3ar                | exp. 2007    | Hantering av trängsel. |
| 802.3as                | exp. 2006    | Ramförstoring. |
| 802.3at                | under arbete | Power over Ethernet, förbättringar. |
| 802.3au                | 2006         | Isoleringsbehov för Power Over Ethernet (802.3-2005/Cor 1) |
| 802.3av                | exp 2008     | 10 Gbit/s EPON - Ethernet Passive Optical Network |

Det som definieras i tidigare versioner av IEEE 802.3 används ibland fortfarande i utrustning och kan då ställa till problem i nätverket.

## Begrepp

### Power over Ethernet
Power over Ethernet, PoE eller IEEE 802.3af ger tillgång till 48 volt och maximalt 400 milliampere eller 19,2 watt på de oanvända paren i en partvinnad kabel. Polariteten på spänningen är ospecificerad varför en likriktare måste användas när polariteten måste vara statisk.
De spänningsmatade paren i den partvinnade kabeln kan också bära data, detta för att gör tekniken kompatibel med inte bara med 10BASE-T och 100BASE-T utan även tex. 1000BASE-T. Detta tack vare att alla versioner av ethernet specificerar en transformator mot linjen som effektivt tar bort all likspänning innan avkodningen av datan.
I WLAN/IEEE 802.11 är det vanligt att man använder PoE för att spänningsmata Accesspunkterna för att därigenom spara in på ledningsdragning när man bygger ett ESS.
I Standarden finns två sorters utrustning:
- PSE - Power Sourcing Equipment dvs. spänningsmatande utrustning.
- PD - Powered Devices dvs. spänningsmatad utrustning.

Just nu[när?] jobbas det med förbättringar till PoE som skall få namnet IEEE 802.3at.

### Autonegotiation
Autonegotiation utförs när två utrustningar ansluts till varandra och innebär att de förhandlar om vilka villkor som skall gälla för förbindelsen. Typiska saker som förhandlas är förbindelsehastighet och duplex. Autonegotiation är dock inte helt utan problem. Som exempel ställs hastigheten till lägsta möjliga om en förhandling inte går igenom. Det innebär att om den ena parten är låst till en högre hastighet än den lägsta kommer förbindelsen inte att fungera. Detsamma gäller duplex. Autonegotiation i IEEE 802.3/ethernet-nätverk är standardiserade i IEEE 802.3ab

## Nya standarder
Standarden har idag utökats till att även överföra 100 Mbit/s, 1 Gbit/s samt 10 Gbit/s. Specifikationen kallas då för Fast Ethernet och har benämningar som 100Base-TX, 100Base-Fx eller 100Base-T4, Gigabit Ethernet och benämns som 1000Base-T, 1000Base-SX, 1000Base-LX,  10 Gigabit Ethernet och benämns bland annat som 10GBASE-SR samt 10GBASE-LR. Det finns även förslag på IEEE 802.3-standarder för 40 Gbit/s och 100 Gbit/s.